# Louise Doughty
Louise Doughty (Melton Mowbray, 4 settembre 1963) è una scrittrice, drammaturga e giornalista britannica di etnia romanichals.
Ha pubblicato sette romanzi: 
- Crazy Paving (1995) ISBN 0671718797
- Dance with Me (1996) ISBN 0684816520
- Honey-Dew (1998) ISBN 0684820900
- Fires in the Dark (2003) ISBN 0743220870
- Stone Cradle (2006) ISBN 0743220897
- Nel nome di mia figlia (Whatever you love) (2010), Milano, Bollati Boringhieri, 2016 ISBN 978-88-339-2757-2
- Fino in fondo (Apple Tree Yard) (2013), Torino, Bollati Boringhieri, 2014 ISBN 978-88-339-2506-6
- Il buio nell'acqua (Black Water) (2016), Milano, Bollati Boringhieri, 2017 ISBN 978-88-339-2754-1
- Binario sette (2020), Milano, Bollati Boringhieri, 2020 ISBN 978-88-339-3340-5

In Gran Bretagna scrive una sua rubrica dal nome "Un romanzo in un anno" sul Daily Telegraph.
In Italia molti suoi articoli sono stati pubblicati dal settimanale Internazionale.